# Erin Gray

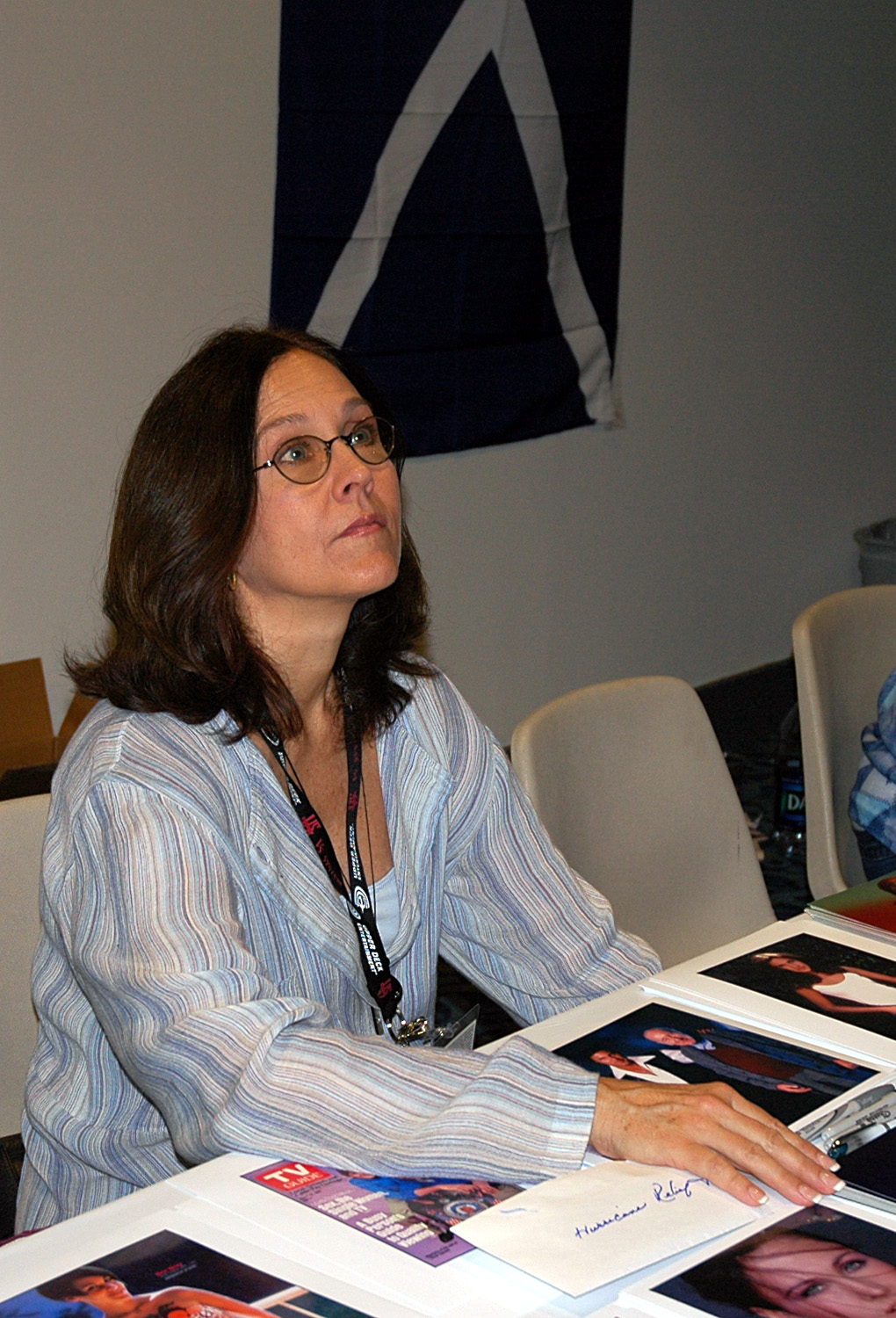
Erin Gray en la convención Dragon*Con 2005.

Erin Gray (Honolulu, 7 de enero de 1950) es una actriz estadounidense, conocida por su papel como la coronel Wilma Deering en la serie de televisión de ciencia ficción Buck Rogers en el siglo XXV y como Kate Summers en el comedia de situación Silver Spoons.

## Primeros años
Gray es hija de Diane y Daniel Gray.
A la edad de ocho años, sus padres se separaron
Gray se mudó con su madre desde Hawái a Palm Springs (California), donde vivió varios años con sus abuelos. Con el tiempo ella y su madre se trasladaron a Larkspur (California). Gray asistió a la escuela Redwood High School. y luego ingresó y se graduó en la Palisades Charter High School. Asistió brevemente a la universidad en la UCLA, centrándose en matemáticas, pero ella dejó la escuela para dedicarse a su carrera.

## Carrera
En 1965, a los 15 años, Gray tuvo un encuentro casual con Nina Blanchard, jefa de una de las agencias de modelos de Hollywood (en Los Ángeles), quien la convenció de seguir una carrera como modelo. En pocos años Gray trabajó como modelo en Nueva York. Durante ese periodo, trabajó como portavoz para varias cuentas, incluyendo L'Oréal, Max Factor y Bloomingdale. En 1975, Gray era una de las modelos de televisión más importante de la nación, ganando 100 000 dólares estadounidenses al año.
Ella desarrolló un interés en la actuación, por lo que se mudó a Los Ángeles (California) para continuar su carrera en Hollywood
En 1967 ―a los 17 años de edad― tuvo su primera aparición en televisión como bailarina en la serie de variedades Malibú U.
En 1978 ―poco después de mudarse a California―, obtuvo su primer papel protagónico en la miniserie Noche en Bizancio. Tras las buenas críticas, en 1978, Gray obtuvo un contrato de siete años con Universal Studios, que la condujo directamente al papel como la coronel Wilma Deering en el largometraje Buck Rogers en el siglo 25, que se estrenó en marzo de 1979 y meses después fue convertido en serie de televisión.
La figura bien proporcionada de Gray, exhibida en un ajustado uniforme futurista de una sola pieza, fue muy popular el público de la serie, formado predominantemente por jóvenes. Gray comentó que ella era consciente de la sensualidad de su uniforme, que era tan fuerte que se lo tenían que coser puesto. Su carácter tenía un alto perfil dentro del show, solo superada por Gil Gerard en el papel principal, lo que representó el primer ejemplo de un personaje femenino fuerte en un entorno de ciencia ficción. Debido a esto Gray fue vista como un importante modelo para el público femenino. Una vez le dijo a un entrevistador:

Fui la primera mujer coronel. Me gustaba ser ese tipo de modelo para las telespectadoras mujeres. ¡Una mujer puede ser coronel! ¡Una mujer puede estar a cargo! En esa época eran ideas nuevas.
Erin Gray

Poco después de Buck Rogers, Gray apareció en la primera temporada de la serie de acción Magnum, PI, en el episodio «J. “Digger” Doyle», en la que interpretaba a la experta en seguridad Joy Digger Doyle. Se había planeado que su papel fuera recurrente, e incluso podría llegar a ser un spin-off de la serie, pero eso no se produjo, y fue la única aparición del personaje en la serie.
En 1982 interpretó el papel de Lilah en la película del verano Six pack como la heroína de Kenny Rogers (1938-2020).
En los años ochenta, Gray tuvo el papel de Kate Summers en la serie de televisión Silver Spoons durante varios años. Cuando ese show terminó, Gray siguió trabajando regularmente en cine y televisión. Apareció en un episodio de Superboy y en Murder, she wrote.
En 1993 tuvo un papel en Jason Goes to Hell: The Final Friday, la novena película de la franquicia Viernes 13.
En 2005 apareció en la película Sirena.
En 2010, Erin Gray y Gil Gerard regresaron a Buck Rogers haciendo el papel de los padres de los personajes en el episodio piloto de la serie de internet Buck Rogers.
Gray también trabajó en comerciales, entre ellos uno en 2010 para alimentos para perros Pup-Peroni.
Gray también trabaja como agente de casting

Su agencia, Heroes for Hire, se especializa en contratar para películas de ciencia ficción y estrellas de fantasía en presentaciones personales, charlas y eventos de caridad.
Gray también enseña taichi.
En 1998, Gray escribió el libro Act right: a manual for the on-camera actor (‘actúa bien, un manual para el actor ante las cámaras’) con Mara Purl, que contiene consejos para actores principiantes de cine y televisión.
En 2002 se publicó una edición revisada.

Gray actuó en la película Dreams awake (2011) con la coestrella de Alien Nation, Gary Graham. También interpreta el papel de Madaline Twain en la webserie The Guild.

## Vida personal

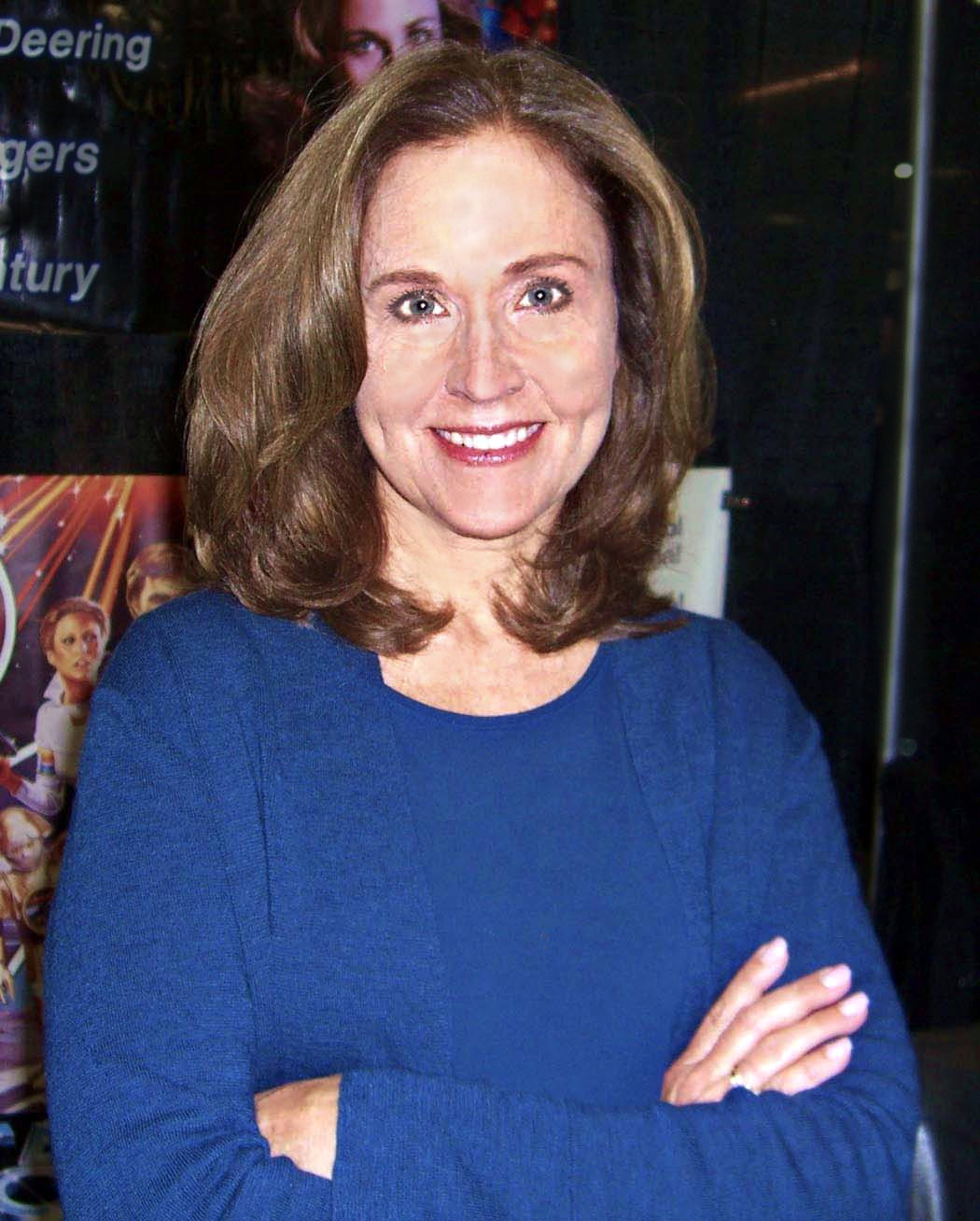
La actriz Erin Gray en la Big Apple Convention (en Manhattan), el 17 de octubre de 2009. Fotografía de Luigi Novi.

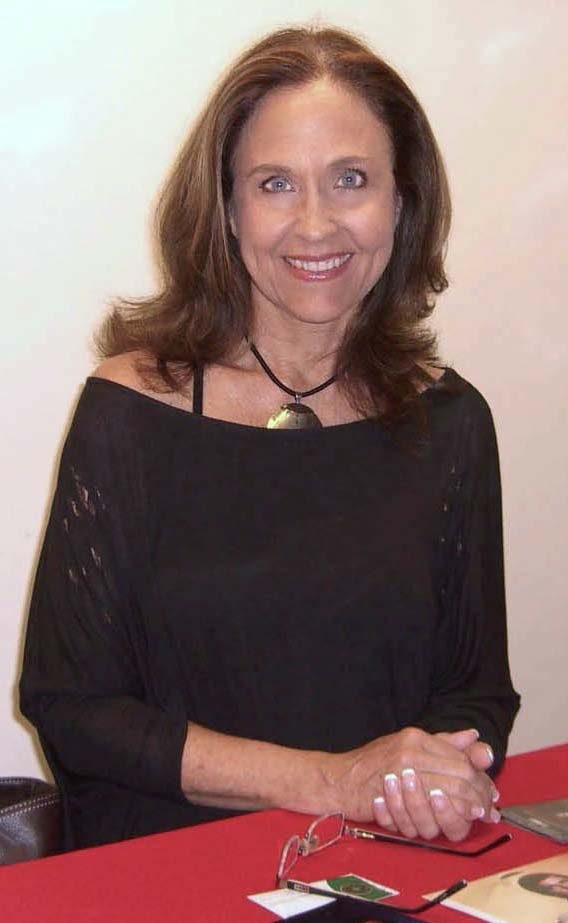
La actriz Erin Gray en la Big Apple Convention (en Manhattan), el 1 de octubre de 2010. Fotografía de Luigi Novi.

Erin Gray se casó dos veces. Conoció a su primer esposo, Ken Schwartz, mientras asistían juntos a la escuela secundaria.
A pesar de que él se había convertido en un exitoso ejecutivo de bienes raíces, cuando la carrera de Gray como actriz llegó a ser tan importante, Schwarts decidió convertirse en su mánager. El matrimonio duró desde 1968 hasta 1990.
En 1991, Gray se casó con Richard Hissong. 
Su hija Samantha interpreta a Maddy, la novia de Buck Rogers, en el episodio piloto de las series de videos de internet Buck Rogers, de James Cawley.